# St. Sigismund (Seußling)

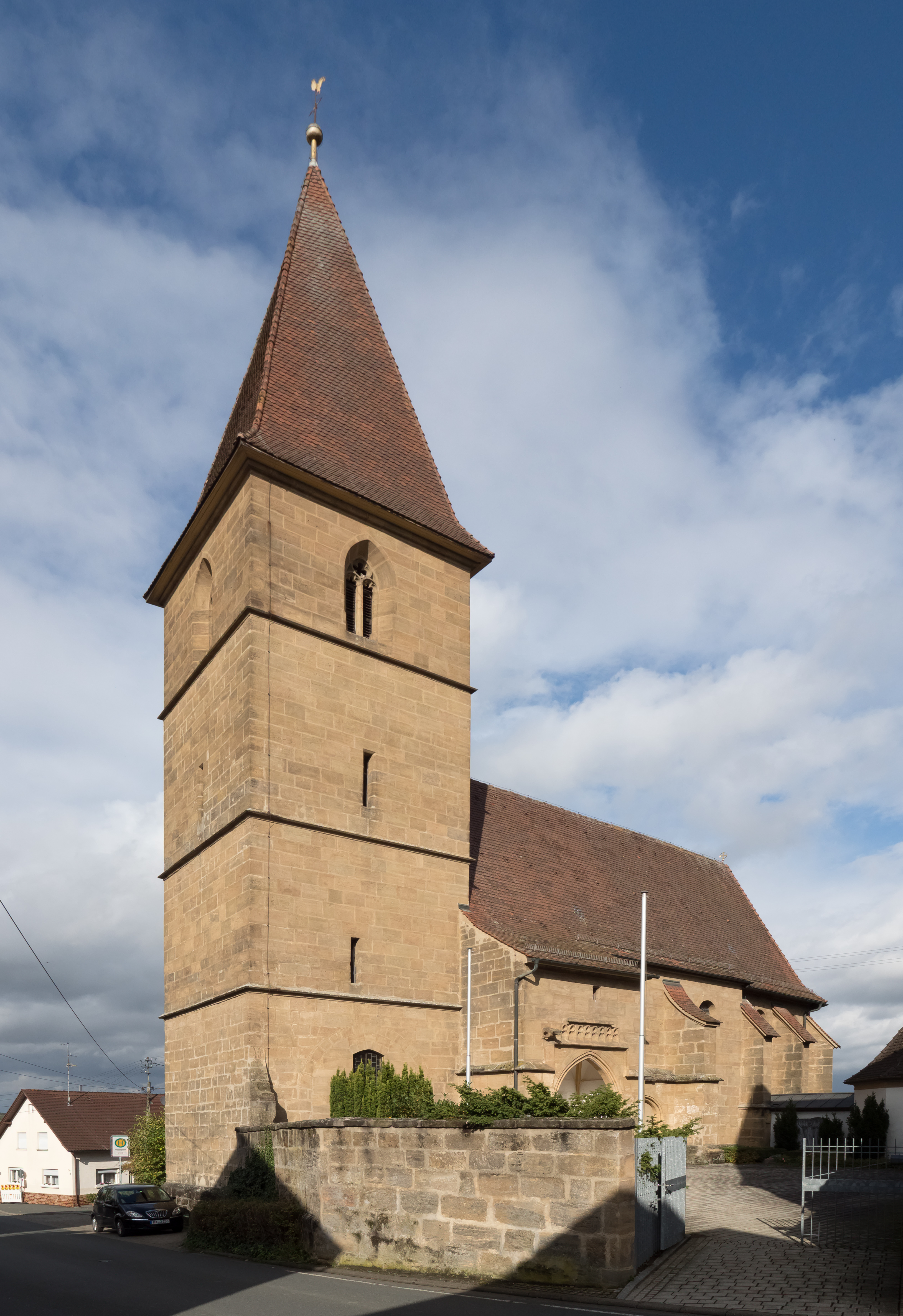
St. Sigismund (Seußling)

Die römisch-katholische Pfarrkirche St. Sigismund steht in Seußling, einem Gemeindeteil von Altendorf im oberfränkischen Landkreis Bamberg in Bayern. Die denkmalgeschützte Kirche entstand im 15. Jahrhundert, der Kern des Turms geht auf eine Wehrkirche zurück. Die Pfarrei gehört zum Seelsorgebereich Geisberg-Regnitztal im Dekanat Bamberg des Erzbistums Bamberg.

## Beschreibung
Die Kirche aus Quadermauerwerk wurde als Wehrkirche unter Karl dem Großen während der Christianisierung der Slawen errichtet, wovon noch die beiden unteren Geschosse des Kirchturms zeugen. Er wurde 1435 um zwei Geschosse aufgestockt. Das oberste Geschoss beherbergt hinter den als Biforien gestalteten Klangarkaden den Glockenstuhl und ist mit einem Pyramidendach bedeckt. Das Langhaus von drei Jochen und der eingezogene Chor mit 5/8-Schluss von einem Joch, beide von Strebepfeilern gestützt, wurden um 1470 östlich des Kirchturms angebaut. Unter dem Chor befindet sich eine dreischiffige Krypta. An der Nordseite des Langhauses befindet sich ein Treppenturm, an der Südseite das Portal, hinter dem sich das Vestibül befindet, das mit einem Sterngewölbe überspannt ist. 
Zur Kirchenausstattung gehören der um 1470 gebaute Hochaltar und die um 1660 aufgestellte Kanzel. Die Orgel auf der Empore, deren Brüstung mit Medaillons aus der Legende des Heiligen Sigismund verziert sind, hat 15 Register, 2 Manuale und ein Pedal und wurde 1985 von der Orgelbau Eisenbarth gebaut.
Zur Kirche gehört ein ebenfalls denkmalgeschütztes Beinhaus.